# Educació comunitària
L'Educació Comunitària és una forma d'educació que es realitza des de les organitzacions de la societat que no són institucions educatives de qualsevol etapa, nivell o modalitat i té com a finalitat enriquir i ampliar articuladament les capacitats, les actituds, els coneixements i els valors de les persones, de totes les edats, amb escolaritat o sense.
L'Educació Comunitària s'inscriu dins de la Pedagogia Comunitària, reconeixent les diferències entre les persones i intentant el desenvolupament de cada comunitat, creant a través de la cultura un espai comú. La idea és integrar als sectors desfavorits, millorant la seva situació econòmica i social, donant-los la possibilitat d'actuar socialment i políticament. La idea és que l'individu no solament contribueixi al seu propi progrés, sinó al de tota la societat.
Han existit dues posicions extremes de concebre l'Educació Comunitària, una l'ha vist com un mitjà metodològic al servei d'accions polítiques i moviments socials i l'altra com una fi en si mateix, una pràctica educativa que ha de fer èmfasi en la seva pròpia pràctica pedagògica, en constant renovació i construcció, segons el context social i geogràfic on sigui concebuda.
Aquesta forma d'educació ha estat promoguda i impulsada pel famós pedagog Paulo Freire.

## Característiques
L'Educació Comunitària té les característiques següents:
- És heterogènia perquè atén necessitats educatives de persones en diferents edats i situacions, utilitzant variats processos pedagògics.
- És flexible perquè s'adapta a les característiques específiques de les persones, en els seus respectius entorns socials, culturals i econòmics.
- És significativa perquè es defineix i organitza en funció del desenvolupament d'aprenentatges orientats a millorar la qualitat de vida de les persones i dels seus grups.
- És participativa perquè compromet la intervenció de diferents persones.
- És multidisciplinària perquè considera diversos sabers i fonts del coneixement humà.[4]

## Metodologia
L'Educació Comunitària ofereix una metodologia per a promoure un accionar més actiu i transformador de les institucions socials en l'Educació Comunitària des del treball comunitari integrat que vincula els interessos i necessitats de la població en les tasques del desenvolupament social.
Estructura i continguts de la metodologia:
- I Etapa: realització del diagnòstic: Les institucions socials que formen part dels Grups de Treball Comunitari Integrats, han de jugar un rol més actiu en l'Educació Comunitària, per a això és necessari partir d'un diagnòstic integral de la comunitat que li permeti vincular conscientment des de la seva activitat concreta les necessitats i interessos de la població. És necessari triar acuradament els mètodes i les tècniques més apropiades per a trobar la informació que es vol obtenir, per això s'han d'estructurar el contingut i els objectivo de cada instrument a partir d'indicadors prèviament analitzats i definits.
- II Etapa: preparació i planificació: L'element determinant en el desenvolupament de l'Educació Comunitària, és l'organització conscient de les influències que s'exerceixen, per tant, els components han de funcionar en harmonia per a aconseguir la coordinació necessària, aprofitar amb eficiència els recursos disponibles i l'aportació oportuna de cada factor en benefici dels objectius proposats, per la qual cosa és necessària la cohesió de les institucions implicades. Entre els mitjans més dinàmics per al desenvolupament de l'Educació Comunitària es troben: activitats polítiques culturals, socialment útils, esportives, recreatives, les activitats encaminades a la cura i conservació del medi ambient i del patrimoni cultural, però sobretot, aquelles activitats on la població percep que els seus criteris són tinguts en compte i les seves necessitats i interessos atesos amb respecte i netedat.
- III Etapa: desenvolupament i control: El principi de la vinculació pràctica-teoria, pràctica-transformadora, definit per l'Educació Popular és fonamental en l'Educació Comunitària i significa partir de la pràctica, per a reflexionar teòricament, auto diagnosticar-se i valorar des de les vivències pròpies dels implicats el que s'està fent, interpretant la realitat com un procés dialèctic de reflexió sistemàtica en el qual la pràctica transformadora no només es projecta en l'àmbit de la consciència humana, sinó en les accions a emprendre en la realitat. La sistematització és un altre principi de l'Educació Popular efectiu en l'Educació Comunitària, perquè implica ser conseqüent amb els objectius, les finalitats i les metes, portar a la pràctica la seva realització d'una forma programada, escalonada i sistemàtica, per tant, pressuposa: la lògica de les tasques proposades recolzades en l'anàlisi d'aquesta pràctica real i en l'aplicació dialèctica dels coneixements teòrics enriquits amb l'estudi de la realitat en cada context i moment històric concret. S'ha d'avaluar la qualitat del procés i després els resultats formatius.
- IV Etapa: perfeccionament: L'educació és un acte sistemàtic d'influències teòric-pràctiques per a desenvolupar en les persones actituds, destreses i capacitats que tinguin un valor per a la societat en què viuen; el socialisme és un sistema en perfeccionament, per tant, es renoven les concepcions teòric-pràctiques i s'eleva sistemàticament el rigor dels objectius. L'activitat educativa ha de dirigir-se a l'eliminació dels obstacles i a la introducció de nous estímuls amb objectius que tenen un nivell superior d'exigència i rigor, sobre aquesta base s'identifiquen destreses i les habilitats que calen per a contribuir a l'educació de valors i actituds comunitàries.

## Objectius
Són objectius de l'Educació Comunitària:
- Contribuir al desenvolupament integral de la persona en els seus aspectes físics, socioafectiu i cognitiu, en el seu acompliment laboral i empresarial, en el seu desenvolupament cultural i en totes les dimensions de la seva vida.
- Contribuir a la construcció de la ciutadania promovent el protagonisme de la persona en el seu entorn, com a subjecte de dret i responsabilitats.
- Contribuir amb el desenvolupament de la comunitat i comprometre a les organitzacions de la societat en la formació de les persones, l'enfortiment del teixit social i el desenvolupament d'una consciència ecològica i ètica.
- Complementar l'educació que s'imparteix als Programes i Institucions Educatives.
- Contribuir amb una educació inclusiva i contínua, per totes i tots, durant tota la vida.[6]

## Antecedents de l'Educació Comunitària

### Precursors de l'Educació Comunitària
L'Educació Comunitària es va definir com a tal en la dècada dels seixanta amb els sectors pobres i dominats d'Amèrica Llatina, amb el propòsit de capacitar-los com a objectes útils de la “civilització”, però sense possibilitats de transformació de la seva pròpia història.
Després, en el segle xx, l'educació es va concebre per la classe treballadora com una possibilitat de creixement social, la qual cosa va convertir els seus ideals en propaganda de lluita política que promulgava un discurs pedagògic de transformació social.
Entre les dècades dels 40 i els 50 els moviments d'esquerra li van donar a l'educació un caràcter nacionalista i democràtic, governadors com Domingo Perón a l'Argentina, Lázaro Cárdenas a Mèxic i Eliécer Gaitán a Colòmbia van donar suport a propostes educatives i culturals dirigides als moviments populars, mentre que Paulo Freire al Brasil va posar en pràctica la seva teoria d'educació alliberadora.

### Conflictes socials
En la dècada dels 60 es va donar una confluència entre les ideologies cristianes i marxistes en la cerca d'una educació alliberadora, d'una banda, es polititza l'educació en associar-la amb accions polítiques, però per la política s'acosta a mètodes pedagògics en considerar-la com una pràctica d'aprenentatge.
Les lluites socials al començament de la dècada dels 70 i les insurreccions populars a Amèrica Central buscaven que el poble accedís al poder mitjançant la revolució armada.
Es van començar a crear tècniques participatives, jocs i materials didàctics que enfortissin la base dialèctica i participativa de l'educació, dos dels llibres més utilitzats, des de llavors, han estat Mètodes i tècniques per a l'educació de Trudy Schulze en 1976 i Tècniques participatives per a l'Educació Popular de Laura Vargas i Graciela Bustillos en 1981.

### Les noves cerques
En la dècada dels 80 amb la caiguda del bloc soviètic i la derrota de la Revolució Sandinista, els educadors populars comencen a qüestionar la seva labor per a millorar la pràctica. Els acadèmics van observar que aquesta pràctica havia d'enfortir-se amb una proposta pedagògica que respongués als canvis històrics i socials de la regió. Van començar a sorgir propostes que satisfessin les necessitats de cada regió en funció del tipus de població i problemàtiques específiques a resoldre, per exemple, el Perú i Bolívia es van centrar en la població indígena.
Van sorgir nous discursos ideològics i intel·lectuals mundials, els efectes negatius de l'expressió extrema del neoliberalisme es van fer evidents a Llatinoamèrica donant lloc a nous moviments socials d'acció col·lectiva que buscaven respostes a les problemàtiques urgents a través d'una lluita política que havia de ser atesa per l'educació popular. Els educadors populars van començar a tenir una visió més àmplia de les teories marxistes en les quals els conceptes de revolució i lluita van deixar de figurar per a parlar de ciutadania, públic i democràcia. Els canvis socials van deixar de pensar-se només en funció d'una lluita revolucionària per a veure's com a part d'un procés gradual en el qual haurien de prendre part activa diferents sectors de la societat civil, com són les xarxes socials i les organitzacions no governamentals, en les quals hauria de participar l'Educació Comunitària per a desenvolupar en els ciutadans una cultura política participativa.
A la fi del segle xx van sorgir noves propostes per a la formació de ciutadania. L'educació tradicional tan desprestigiada va començar a portar a terme experiències de l'educació comunitària amb el propòsit de portar-la a la pràctica dins de l'aula.
En les trobades d'educadors populars comença a parlar-se dels reptes que s'han d'enfrontar en el segle xxi, com són: l'adequació de cada context educatiu, els processos de recerca pedagògica, el diàleg interdisciplinari i transversal, la recuperació de la memòria històrica, de les cultures i les identitats populars.

## Influència de Paulo Freire

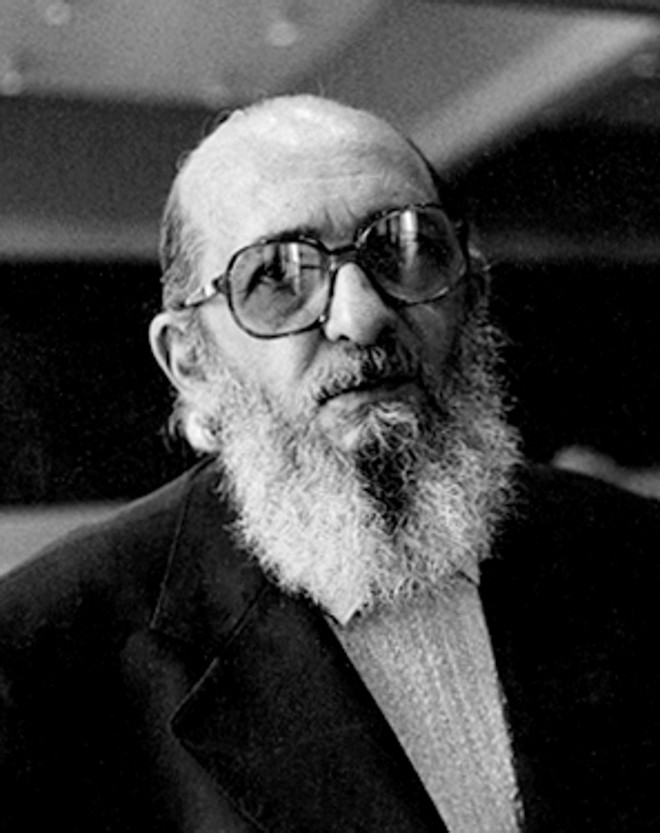
"Nadie educa a nadie, nadie se educa a sí mismo, las personas se educan entre si con la mediación del mundo"

Paulo Freire va ser un dels més grans i més significatius pedagogs del segle xx. El seu pensament i les seves idees van influenciar i influeixen els processos democràtics per tot el món. No solament va ser el pedagog dels oprimits, en el seu treball va transmetre la pedagogia de l'esperança i també va influir en les noves idees alliberadores a Amèrica Llatina i en la teologia de l'alliberament, i en les renovacions pedagògiques europees i africanes.
L'educació comunitària troba els seus antecedents en els plantejaments de Paulo Freire, qui va desenvolupar un programa d'alfabetització dels oprimits i va divulgar pel món les seves idees sobre aquest tema. Considerava que l'educació ha de dur-se a terme en els contextos vivencials, per a la formació d'un ciutadà autònom. Per tant, es proposa establir una relació compromesa del professor amb la comunitat i crear llaços directes amb la realitat que contextualitza a l'escola. L'estratègia metodològica implica que professors i alumnes se centrin en una situació concreta i objectiva perquè, captant-la críticament, actuïn sobre ella. En aquest procés, el pensament, llenguatge i el context es relacionen de forma permanent, perquè el pensament és abans de res un acte col·lectiu.
Per Paulo Freire, l'educació comunitària és una concepció des de la pedagogia de l'esperança. Afirma que l'esperança “és una necessitat ontològica”; és per aquest fet que és indispensable tornar al concepte de ser social, reflexionar sobre una visió ontològica del concepte de “ser en si” i “ser per a què”.
Els conceptes fonamentals promoguts en l'obra de Paulo Freire han estat: 
1. Educar és conèixer críticament la realitat: Tot acte de coneixement implica prendre consciència de la realitat, ja que ha d'haver-hi una recerca prèvia, a través del diàleg, tant de la realitat dels educands com de la lectura que ells fan d'aquesta. El coneixement de la realitat ha de ser un procés col·lectiu inacabat a través d'una pedagogia de la pregunta, on intervenen desitjos, reflexions, valors, voluntats, etc.
2. Educar és una pràctica política: S'involucren valors que busquen la transformació de les relacions de poder que prevalen en la societat. Per a Freire l'educació no pot ser neutra, està a favor de la dominació o de l'emancipació a través de pràctiques conservadores o pràctiques progressistes, aquesta última en la cerca d'un món més just on es realitzin els éssers humans.
3. Educar és un diàleg que ens fa subjectes: El coneixement i la transformació del món es fa en grup amb comunicació i diàleg. A través de l'educació i dels altres ens reconeixem com a éssers humans en permanent construcció desenvolupant una “Pedagogia de l'Esperança” per mitjà de l'acció i la reflexió col·lectiva.[10]

## Estudis referents
Nombroses universitats confirmen, mitjançant estudis, que l'Educació Comunitària és un enfocament pedagògic que es basa en la premissa que l'aprenentatge més profund sovint prové de l'experiència que es recolza en l'orientació, la provisió de context, el coneixement fonamental i l'anàlisi intel·lectual. Asseguren que les comunitats de les quals formem part poden beneficiar-se dels recursos dels nostres professors i estudiants, mentre que els cursos poden ser transformadors des del punt de vista educatiu.
Els educadors comunitaris s'han desenvolupat durant molts anys un ventall d'habilitats i enfocaments per treballar dins de les comunitats locals i, en particular, amb les persones desfavorides. Aquests inclouen mètodes educatius menys formals, organització comunitària i habilitats de treball grupal.
Els professionals s'han vist influenciats per les anàlisis estructurals pel que fa a les causes del desavantatge i la pobresa, és a dir, les desigualtats en la distribució de la riquesa, els ingressos, la terra, etc. El poder i la necessitat de mobilitzar les persones per efectuar un canvi social. Per tant, la influència d'educadors com Paulo Friere i el seu enfocament en aquest treball també es tracta de beneficiar als pobres. La seva filosofia i aplicació il·lustren el valor que li va donar a l'educació a través de les experiències i coneixements de la vida, les arts i les cultures de les persones.
- https://pdfs.semanticscholar.org/91f6/2cc9486a100daf708ef8897fbd585b5e7fd4.pdf
- https://www.up.ac.za/school-of-medicine/article/35225/community-based-education
- http://www.haramaya.edu.et/services/community-based-education/